# 森田康夫 (日本史学者)
森田 康夫（もりた やすお、1930年 - ）は、日本史学者、樟蔭東女子短期大学名誉教授。

## 経歴
大阪市生まれ。立命館大学大学院日本史研究科修士課程修了。樟蔭東女子短期大学教授、2001年定年、名誉教授。2009年「大塩平八郎と陽明学」で立命館大学文学博士。

## 著書
- 『大塩平八郎の時代 洗心洞門人の軌跡』校倉書房 1993
- 『浪華異聞・大潮余談』和泉書院 和泉選書 1996
- 『福沢諭吉と大坂』和泉書院 日本史研究叢刊 1996
- 『賤視の歴史的形成』部落解放研究所 1998
- 『河内 社会・文化・医療』和泉書院 上方文庫 2001
- 『大塩平八郎と陽明学』和泉書院 日本史研究叢刊 2008
- 『大塩思想の可能性』和泉書院 日本史研究叢刊 2011
- 『大塩思想の射程』和泉書院　日本史研究叢刊、2014

### 共著
- 『八尾座の歴史 河内の被差別部落』辻村輝彦共著 安中部落史研究会 1990

## 参考
- [ISBN　978-4-7576-0605-0]